# Babka żabotka
Babka żabotka (Bathygobius soporator) – gatunek ryby okoniokształtnej z rodziny babkowatych (Gobiidae). Bywa hodowana w akwariach.

## Występowanie
Atlantyk. Na zachód od wysp Florida Keys w USA i Bahamów po stan Santa Catarina w Brazylii.
Na wschód od Senegalu po Angolę, notowana w Morzu Śródziemnym.
Występuje w strefie pływów na głębokości 0–16 m, zazwyczaj wśród skał, w zatoczkach, lagunach oraz ujściach rzek, czasem bywa spotykana w słodkiej wodzie.

## Cechy morfologiczne
Osiąga 15 cm długości. Wzdłuż linii bocznej 37–41 łusek. Na pierwszej parze łuków skrzelowych 9–11 wyrostków filtracyjnych.  W płetwach grzbietowych 7 twardych i 9 miękkich promieni, w płetwie odbytowej 1 twardy i 8 miękkich promieni. w płetwach piersiowych 19–22 promienie (górne promienie są wolne).

## Odżywianie
Żywi się fauną denną (skorupiaki).